# 스포츠와 정치
스포츠와 정치, 스포츠 외교는 외교적, 사회적, 정치적 관계에 영향을 주기 위한 수단으로서 스포츠를 이용하는 것을 기술한다. 스포츠 외교는 문화적 차이를 초월하고 사람들을 하나로 만들 수 있다.
스포츠와 정치를 이용하는 일은 역사상 긍정적인 면과 부정적인 면이 있었다.

## IOC의 관점
IOC는 5장 60조로 이루어진 헌장을 갖고 있다. 중요한 것은 그 제1장의 기본원칙과 제4장 제26조의 아마추어 규칙이다. 기본원칙에서는 우선 '올림픽대회는 4년마다 개최되고' 이 대회에서는 '어떠한 국가 또는 개인에 대해서도 인종, 종교, 정치상의 이유로서 차별대우하지는 않는다'고 되어 있다. 흔히 인용되는 무차별의 원칙이다. 1962년 자카르타에서 열렸던 제4회 아시아 대회에서 타이완과 이스라엘의 선수단을 거부한 인도네시아가 '정치적 차별'이라는 이유로 IOC의 가맹권을 정지당했고, 1964년의 동경 올림픽에서는 남아프리카 공화국이 '인종차별'로 참가를 허락받지 못했다.이 원칙에 가장 충실한 예로서 칭찬할만한 것은 1956년의 코르티아 단페쏘(이탈리아)의 제7회 동계올림픽 때부터 64년의 동경올림픽까지 '통일 팀'으로 참가한 서독과 동독이었다. 서독의 삼색기(三色旗)의 중앙에 올림픽 마크를 희게 그리고, 국가(國歌) 대신에 베토벤의 '제9교향곡'의 합창 테마를 사용했다.